# Plocoglottis sphingoides
Plocoglottis sphingoides är en orkidéart som beskrevs av Johannes Jacobus Smith. Plocoglottis sphingoides ingår i släktet Plocoglottis och familjen orkidéer. Inga underarter finns listade i Catalogue of Life.